# Lista de palavras portuguesas de origem árabe
Dentre os vocábulos que os árabes legaram à língua portuguesa, a maioria é facilmente identificável, pois começa pelo prefixo a(l-), correspondentes ao artigo definido árabe - o ou a.
Talvez a sua presença seja mais notada na toponímia, mas em todas as áreas do saber existem, em português, termos derivados do árabe, testemunho da passagem árabe pelo território português durante quase cinco séculos.

## A
- Açafate (السَفَط as-safat; cesta)
- Açafrão (اَلزَّعْفَرَان az-zafaran, amarelo)
- Acéquia (السَّاقِيَة as-sekyah, ribeiro de rega)
- Achacar, achaque (الشَّكو ash-shaku, dúvida, suspeita; ou الشّكاة ash-shakaa, enfermidade)
- Acictifradee  (الشوكة ash-shukat, espinho)
- Açoitecada   (as-saut)
- Açorda  (الثُّرْدَة ath-thurda, sopa de pão)
- Açoteia  (السُّطَيْحَة as-sutaiha nome diminutivo de السطح superfície)
- Açougue  (السُّوْق as-suk, mercado)
- Açucena  (السُّوْسَنَة as-susana, lírio)
- Açude  (السَّد as-sudd, barragem)
- Açúcar (السُّكَّر as-sukkar, açúcar)
- Adarga  (الدَرْقَة ad-darqa, escudo)
- Aduana (الدّيْوَان ad-dwana)
- Agi[1] (حاجhajji, peregrino que faz o haje, peregrinação a Meca)
- Alá (الله al-lah, Deus)
- Alabão (اللبّانal-labban, que dá muito leite)
- Alambique
- Alarife (العَريف al-arif, sábio, mestre de obras)
- Alarve (العرب al-'arab, os árabes beduínos)
- Alaúde (العَود al-'oud, a madeira)
- Alazão: (الحِسان al-Hiçân: cavalo)
- Albarda (البَرْدَعة al-barda'a)
- Albardar (البَرْدَعة al-barda'a)
- Albatroz (الغطاس al-ghattas, o mergulhador)
- Albornoz (al-burnus, capa usada pelos Berberes)
- Alcácer (القَصَر Fortaleza)
- Alcáçova (القَصَبة al-kasaba, a zona administrativa de um castelo)
- Alcachofra (الخَرشوف al-kharshof, fruto do cardo manso)
- Alcaide (القائِدal-qaid, chefe)
- Alcaidaria (al-qaid, chefe)
- Alcaiote (القوّاد alkawwad)
- Alcaloide (palavra composta: Árab. alcali + Grego eîdos, forma)
- Alcaravia (الكروياء al-karawiya)
- Alcaraviz (al-karabís)
- Alcaria (القَرية pequeno povoado ou lugar de guarda das alfaias)
- Alcateia (al-kataia, rebanho)
- Alcatifa (al-katifa)
- Alcatruz (al-kadus palavra composta: Árab. al + Grego kádos, jarro para água ou vinho)
- Alcaparra
- Alcavala (al-kabala, tributo)
- Alcofa (القُفة al-quffa, cesto)
- Alcorão (القرآنAl-kuran, a leitura)
- Alcova  (القُبة al-qubba, a cúpula)
- Alcunha: (لكُنية al-kunia - Alcunha)
- Aldeia  (الضيعةAl-daiá, povoação)
- Alecrim (al-iklil)
- Aletria  (alitríya)
- Alface: الخَس al-khaç (veio a substituir o latim lactuca, leitosa, leituça, leituga, que por sua vez, derivou o francês laitue, o esp. lechuga, o it. lattuga e o ing. lettuce)
- Alfafa al-Hâfa
- Alfaia
- Alfaiate (الخياط al-khayyât)
- Alfândega (الفندقة al-fandaqa de nome فندق funduq)
- Alfange [2] (al-Hanx) serpente
- Alfaraz (الفرسal-faras) cavalo ou égua
- Alfarela
- Alfarrábio
- Alfarrabista: do nome do filósofo muçulmano al-Fârâbî, que possuía e lia muitos livros
- Alfarroba (al-Kharrub, fruto e árvore)
- Alfarrobeira
- Alfavaca: الحباقة al-habâqa vaso onde se semeia a planta الحبق al-habaq (manjericão)
- Alfazema: al-khuzâma
- Alfeire
- Alferes  (الفارس al-faris, cavaleiro)
- Alfinete
- Alfobre  (al-hufra, rego?)
- Alforge [3] (al-hurj, sacola)
- Alforria (الحرية al-hurriya (a liberdade)
- Algarismo (الخوارزميal-kawarizmi, nome do matemático árabe Abu Ibn Muça)
- Algarve  (الغرب Al-garb, a parte ocidental ou poente)
- Álgebra (الجبر)
- Algema (al-jami'a, pulseira)
- Algeroz (az-zurub ???, canal, ou al-kharruj, aquele que faz sair)
- Algibeira  (al-jabîra, bolso)
- Algodão (القطنal-kutun)
- Algodoeiro
- Algoritmo
- Alguidar  (al-qidr, escudela de barro)
- Algoz (al-gozz, membro de uma tribo que recrutava carrascos)
- Alicate (al-likkát, tenaz)
- Alidade (al-'idada, objecto usado na astronomia)
- Alizarina (al-usara, o suco, corante da raiz de Rubia tinctorum)
- Aljama (al-jamaa, reunião)
- Aljava  (al-jaba)
- Almadrava  (al-madraba)
- Almanaque  (المَناخ al-manakh)
- Almedina (المَدينة al-madina, a cidade)
- Almirante (أمير البحر amir-al-bahr, chefe do mar)
- Califado Almóada Estado mouro que existiu entre 1145 e 1260 no Magrebe e o al-Andalus
- Almocreve  (al-mukari, alugar bestas)
- Almofada  (المخدة al-mukhadda de khadd, face)
- Almofariz
- Almofate (al-mikhyat, agulha, sovela)
- Almofre
- Almogávar  (المغوار al-mugauar, guerreiro)
- Almôndega  (البندقة al-bundeca, avelã?) tipo de papa preparada a base de cereais que se comia misturada com gordura (azeite ou manteiga)
- Almorávida  (المرابطal-murabit)
- Almotacé (المُحْتَسِب al-muhtasib, mestre de aferição)
- Almotolia  (al-mutli)
- Almoxarifado
- Almoxarife
- Almude: unidade de peso
- Alperce: damasco grande de cheiro semelhante ao do pêssego
- Alqueire (الكَيل al-keil, unidade de peso para cereais)
- Alqueive
- Alquimia (الكيمياءal-kymiya)
- Alvanel (البَنّاءal-bannâ', pedreiro; cf. alvenaria)
- Alvará (البراءة al-barã'a, carta de autorização)
- Alvazil (الوَزير al-wazîr, ministro)
- Alveitar: vetenerário
- Alvitana
- Alvíssaras
- Alvorge
- Armazém (المَخْزَن al-Makhzan)
- Arrátel: ar-ritl unidade de peso
- Arroba unidade de peso
- Arroz: ar-ruz
- Arsenal tarsãna
- Assassino de Hassassino ou Haxixe
- Atafal
- Atafona: moinho
- Atalaia: (الطّلاية aṭ-ṭalâya, torre de vigia localizada, fora das localidades, num sítio alto)
- Auge: أوج auj' (o topo)
- Azar: (الزّهر az-zahar, sorte)
- Azeite: (الزَّيت az-zayt, substitui óleo, óleo de oliva)
- Azeitona الزَّيْتُون (substitui o latim oliva)
- Azemel:quem aluga os animais de carga
- Azémola: animal de carga
- Azimute (as-sumût, a marcação em graus da posição de um astro no horizonte, medido do polo ao equador)
- Azenha: moinho movido por água
- Azinhaga
- Azul (az-zaward, empréstimo árabe do persa ljward, do latim lapis lazuli, a pedra lazurita)
- Azulejo (الزليج az-zuleij, pedra pintada)

## D
- Damasco (Dimashq, دِمَشْق)

## C
- Cenoura (safunnárya,[4] do arabe toto é o avsjsj mozarabe)
- Chavalo (xabâb, jovem, mancebo)

## E
- Elixir ('al-Axir')
- Emir  ('Amir')
- Emirato (Emirado)
- Enxaqueca ('ax-xaqîqa', meia cabeça)
- Escabeche ('Sikbaj')
- Esmeralda (zumúrrud)

## F
- Falua (faluka)
- Fatímida antr. Fátima (filha única de Maomé, morta em Meca em 633) + –ida
- Fulano (Flan)

## G
- Garrafa (karafâ, frasco bojudo)
- Girafa (zarafat)
- Gergelim (al-jijlin)

## H
- Harém ('Harim')
- Haxixe ('Hashish'; maconha)
- Hacominago ('Hacomanago'; olho)

## I
- Imã (imam, guia)
- Islão (Islã, Islame)

## J
- Jaca
- Jacu
- Jarra
- Javali (jabali)
- jasmim

## L
- Laranja (naranj deriva do Persa naräng)
- Laranjeira (naranj deriva do Persa naräng)
- Lezíria  (al-jaza'ir, ilhas)
- Limão (laimun deriva do Persa limun)
- Limoeiro (laimun deriva do Persa limun)

## M
- Madraçal (madrasa, escola)
- Magazine (al-gacini)
- Marabuto: Murâbit santo que se dedica ao ribât i.é à guerra santa ou à vida religiosa dentro de um ribât (local de meditação religiosa ou de fronteira para proteger as terras do Islão)
- Masmorra  (matmura, celeiro subterrâneo)
- Matraca  (mitraka)
- Mesquita (masdjid)
- Moçárabe  (must'rib, arabizado)
- Mudéjar (mudajjan, o que fica morando)
- Muezim Muazzin responsável pelos chamamentos às orações canônicas.
- Maomé (original: Muhammad. Também Maomet. Outrora: Maomede, Mafoma, Mafamede)
- Muladi: muallad: cristão da Península ibérica convertido ao Islão (malado)

## N
- Nadir (natir, oposto, projeção na esfera celeste inferior)
- Nora  (na'ûra)

## O
- Omíada
- Oxalá (in sha allah ou inshallah, se Deus quiser)

## P
- Papagaio (origem: babaghā' ببغاء)

## R
- Resma (rizma, pilha de papel)[5]

## S
- Sáfaro (sahra', deserto)
- Safra (safaria, estação da colheita)
- Salamaleque (as-salam-alaik, a paz seja contigo)
- Saloio (çahroi, do campo)
- Sofá
- Sorvete
- Sultanato (sultan, domínio, dominador)
- Sultão  (sultan, domínio, dominador)
- Sura
- Salada(salata)

## T
- Talco (deriva do Árabe talq, “gesso, amianto”)
- Tambor (tanbur deriva do Persa dänbära, cítara)
- Tapete
- Tâmara (Tamr, fruto)
- trote ( trot-ne )

## X
- Xador[6] (xador)
- Xadrez (xaṭranj)
- Xaria[7] (xarî'a, legislação, o Direito islâmico)
- Xarope  (xarab, bebida, poção)
- Xaveco  (xabbak, pequeno navio de três mastros e velas latinas)
- Xávega (xabaka, rede)
- Xerife (xarîf, nobre, bem-nascido)
- Xeique ou Xeque (xayẖ, ancião, mestre)
- Xeque-mate (xayẖ mât, "o rei morreu")

## Z
- Zarabatana (zarba tãnâ)
- Zênite  (samt, direção da cabeça, caminho, projeção na esfera celeste)

## Artigos relacionados
- (em inglês) Palavras inglesas de origem árabe
- (em castelhano) Palavras espanholas de origem árabe
- (em francês) Palavras francesas de origem árabe
- (em alemão) Palavras alemãs de origem árabe